# マーク・エスペホ
マーク・ヘスス・パギリガン・エスペホ（Marck Jesus Paguirigan Espejo、1997年3月1日 - ）は、フィリピンの男子バレーボール選手である。フィリピン代表。

## 来歴
高校時代に数多くの賞を受賞し、アテネオ・デ・マニラ大学のスカウトを受け入学。大学のチームであるブルーイーグルス (en) でプレー。シーズン76ではチームは準優勝であったが個人ではシーズンMVPと新人王に選ばれ、シーズン77から79まで3連覇を果たし4期連続のシーズンMVPに輝いた。
2018年、フィリピン大学女子バレーボールチームの監督を務めるゴッドフリー・オクムの推薦を受け、V.LEAGUE DIVISION1の大分三好ヴァイセアドラーにアジア枠選手として加入し、1シーズン在籍した。
タイとバーレーンでのプレーを経て、2021年にV.LEAGUE DIVISION1のFC東京に加入し、1シーズン在籍した。
2023年、韓国Vリーグのアジア枠ドラフトにエントリーし、3巡目指名となった仁川大韓航空ジャンボスからの指名を受け入団。1シーズン在籍した。
2024年、V.LEAGUE 西地区所属のクボタスピアーズ大阪入団が発表された。

## 球歴
- フィリピン代表（2015-）
  - 東南アジア競技大会 - 2015年、2017年、2019年（銀メダル）

## 所属チーム
- アテネオ・ブルーイーグルス (en) （2013-2018年）
- Cagayan Valley Rising Suns（2015年）
- シグナルHDスパイカーズ（英語版）（2018年）
- 大分三好ヴァイセアドラー（2018-2019年）
- Visakha (en) （2019-2020年）
- Bani Jamra（2020-2021年）
- FC東京（2021-2022年）
- シグナルHDスパイカーズ（英語版）（2022-2023年）
- 仁川大韓航空ジャンボス（2023-2024年）
- Criss Cross King Crunchers（2024年）
- クボタスピアーズ大阪（2024年-）

## 受賞歴
- 2013年 - UAAP (en) シーズン76 - シーズンMVP、新人王
- 2014年 - UAAPシーズン77 - シーズンMVP、ベストアタッカー
- 2015年 - スパイカーズ・ターフ Open Conference - シーズンMVP、ベストアウトサイドスパイカー1位
- 2015年 - スパイカーズ・ターフ Collegiate Conference - シーズンMVP、ファイナルMVP、ベストアウトサイドスパイカー2位
- 2015年 - UAAPシーズン78 - シーズンMVP、ベストアタッカー、ベストサーバー
- 2016年 - スパイカーズ・ターフ Collegiate Conference - シーズンMVP、ベストアウトサイドスパイカー1位
- 2017年 - UAAPシーズン79 - シーズンMVP、ベストスコアラー、ベストアタッカー
- 2017年 - プレミアリーグ Collegiate Conference - ファイナルMVP、シーズンMVP、ベストアウトサイドスパイカー1位
- 2017年 - UAAPシーズン80 - シーズンMVP、ベストスコアラー、ベストアタッカー、ベストサーバー
- 2018年 - プレミアリーグ Reinforced Conference - シーズンMVP、ベストアウトサイドスパイカー1位
- 2019年 - スパイカーズ・ターフ Reinforced Conference - ファイナルMVP、ベストアウトサイドスパイカー2位
- 2019年 - スパイカーズ・ターフ Open Conference - ファイナルMVP、ベストアウトサイドスパイカー2位
- 2022年 - スパイカーズ・ターフ Open Conference - ベストアウトサイドスパイカー1位
- 2022年 - スパイカーズ・ターフ Open Conference - ファイナルMVP